# Sisto Badalocchio
Sisto Badalocchio dit Rosa Sisto (Parme, 1581 ou 1585 - Bologne, v. 1647) est un peintre et un graveur italien baroque de l'école bolonaise.

## Biographie
Sisto Badalocchio travaille d'abord avec Agostino Carracci à Bologne, puis avec Annibale Carracci à Rome, jusqu'en 1609, puis il revient à Parme.
Comme graveur, il est surtout connu pour ses reproductions des fresques du Vatican sur les scènes bibliques exécutées par Raphaël (Bibbia di Raffaello). En cela il a été assisté par son meilleur élève Giovanni Lanfranco.
Comme peintre, ce sont par ses fresques de l'église Saint-Jean-l'Évangéliste, à Reggio d'Émilie, basées sur les productions du Corrège.
Il collabore aux travaux d’Annibale Carracci à la chapelle San Diego in Giacomo degli Spagnuoli (1602-1607) et au palazzo Costaguti (Nessus et Deianeira) mais ne sera pas reconnu par ses pairs en son temps, alors qu'il apparaît aujourd'hui comme une des figures du baroque nord-italien.
Bartsch indique de lui : « On fait l'éloge de son grand génie. Il avait une facilité admirable dans la peinture, et une habilité extraordinaire dans le dessin, ce qui faisait dire à Annibale, que Badalocchio dessinait mieux que lui-même. »

## Œuvres

### Tableaux

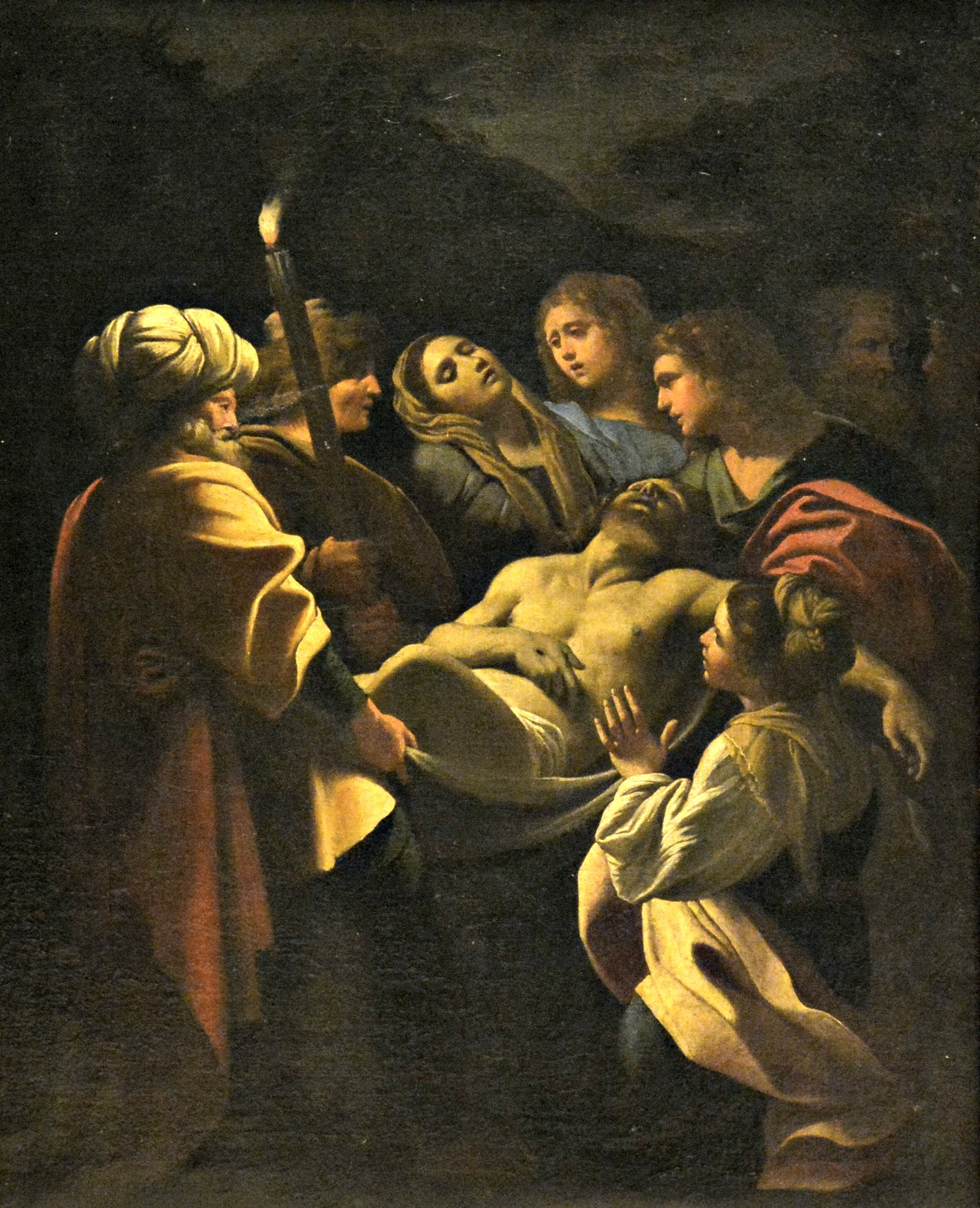
La Déposition du Christ au tombeau (huile sur toile, musée de Capodimonte).

- La Déposition du Christ au tombeau (1609), National Gallery, Londres
- La Vierge, pinacoteca Stuard, Parme
- Saint François consolé par les anges, Ashmolean Museum, Université d'Oxford
- Vierge à l'Enfant, Courtauld Institute of Art, Londres
- Le Christ et la Samaritaine, Mint Museum (en), Caroline du nord, États-Unis
- Mars et Vénus, huile sur toile, 84 × 119,5 cm, Musée des beaux-arts, Rouen. (attribué anciennement à Lanfranco, placé au château de Meudon, dans le cabinet du Grand Dauphin, en 1705)
- Saint Jérôme, Musée des beaux-arts, Ajaccio
- Nombreux dessins au département des Arts graphiques du Musée du Louvre, Paris
- Pan offrant une toison à Diane, Musée des beaux-arts, Angers

### Estampes à l'eau-forte

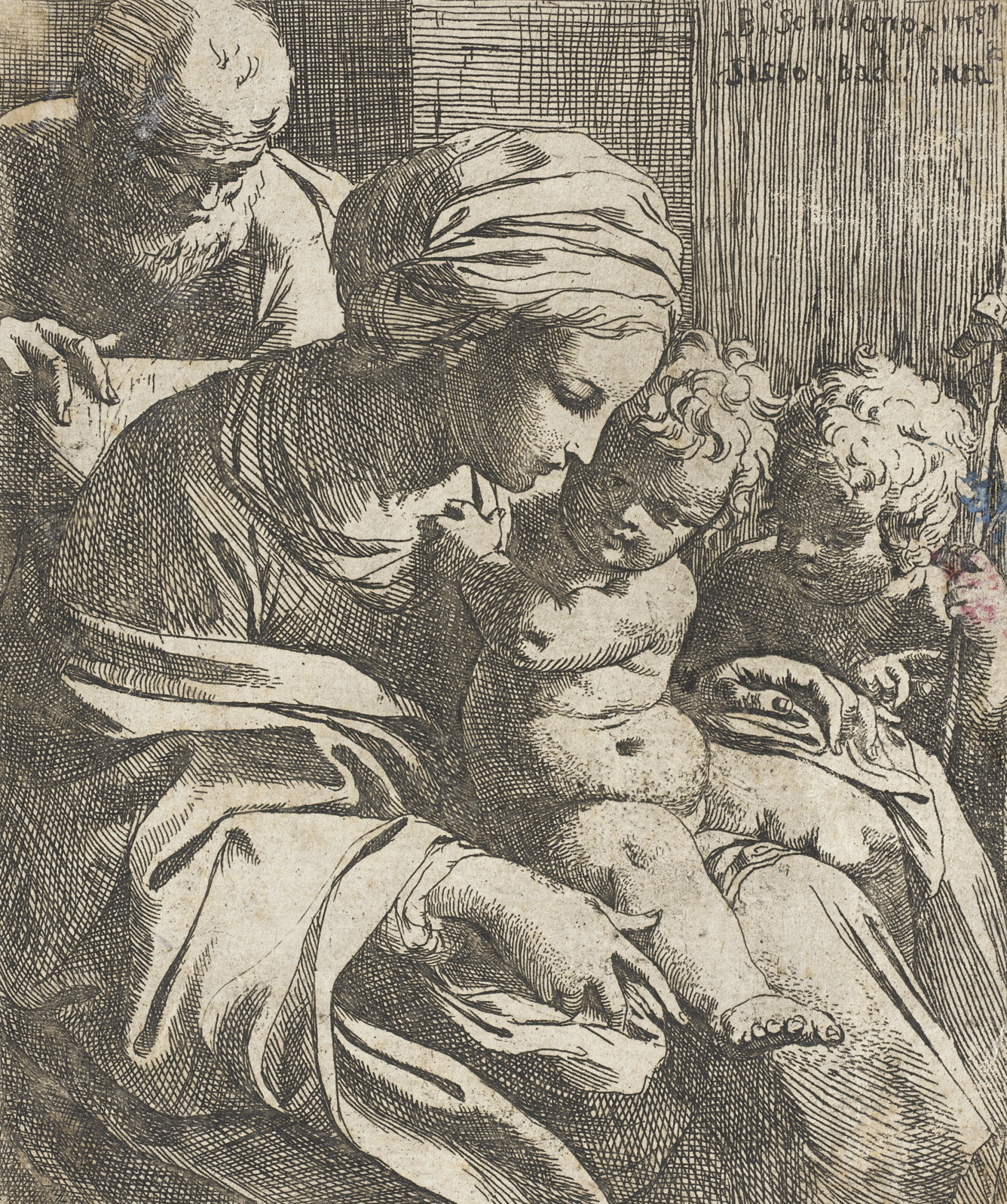
La Sainte Famille avec Saint Jean (eau-forte, entre 1605 et 1620, musée d'Art du comté de Los Angeles).

- La bible, peinte par Raphaël d'Urbin (numéro de la suite)
  - Frontispice
  - 5. Dieu séparant la lumière d'avec les ténèbres
  - 6. La création du ciel et de la terre
  - 14. Le déluge universel
  - 15. Noé sortant de l'arche
  - 17.  Melchisédech offrant du pain et du vin à Abraham
  - 22. Abimélech apercevant Isaac caressant sa femme
  - 23. Isaac accordant aux instances d'Esaü une seconde bénédiction
  - 25. Jacob rencontrant Rachel près la fontaine, où elle faisait abreuver son troupeau
  - 26. Jacob se plaignant à Laban de ce qu'il lui a supposé Lia à la place de Rachel
  - 29. Joseph vendu par ses frères à des marchands Ismaëlites
  - 31. Joseph expliquant les songes de Pharaon
  - 34. Le passage des Israëlites au travers de la mer rouge
  - 32. Moïse sauvé du Nil par la fille du roi
  - 35. Moïse montrant au peuple les tables de la loi
  - 39. Le frappement du rocher
  - 40. Les Israëlites traversant à pied sec le fleuve du Jourdain
  - 44. David tuant le géant Goliath
  - 45. David apercevant des fenêtres de son palais Bersabée dans le bain
  - 47. Salomon recevant l'onction, est établi roi d'Israël
  - 49. Le même faisant construire le temple de Dieu à Jérusalem
  - 50. La reine de Saba visitant Salomon, et lui apportant des présens
  - 54. Jésus Christ célébrant la pâque avec ses apôtres
- Jésus Christ baptisé dans le Jourdain
- La Ste famille. D'après Schidone
- Le mariage de Ste Catherine
- Les peintures du dôme de Parme. D'après le Corrège
  - Un prophète debout...
  - Deux prophètes debout...
  - Un prophète vu de face...
  - Autre prophète vu de face...
  - Autre prophète vu de profil...
  - Un saint Evêque transporté au ciel...
- Laocoon
- L'Amour et Pan. D'après Aug. Carrache